# علم اخلاق یا حکمت عملی
علم اخلاق یا حکمت عملی کتابی از محمدعلی بامداد است که در سال ۱۳۳۷ منتشر و برندهٔ جایزه کتاب سال سلطنتی شد.